# أرسلان محمد باشا الصالح
أرسلان محمد باشا الصالح هو سياسي عثماني شغل منصب والي في الدولة العثمانية.

## مناصبه
تولى المناصب التالية:
- والي البوسنة (29 أبريل 1789–15 أكتوبر 1789)